# Yao Wenyuan
Yao Wenyuan (chinesisch 姚文元, Pinyin Yáo Wényuán; * 12. Januar 1931 in Zhuji, Provinz Zhejiang; † 23. Dezember 2005 in Shanghai) war ein Spitzenpolitiker der Volksrepublik China, der während der Kulturrevolution zusammen mit Mao Zedongs Ehefrau Jiang Qing, Zhang Chunqiao und Wang Hongwen die politische Führungsgruppe bildete, welche nach Maos Tod die Herrschaft verlor und kurz darauf mit der Bezeichnung „Viererbande“ als die Hauptverantwortlichen für das „Chaos der 10 Jahre“ (十年浩劫 shí nián hàojié) dargestellt wurde.

## Leben
Yao Wenyuan begann seine Karriere in Shanghai als Literaturkritiker. Nachdem er mit Zhang Chunqiao zusammengetroffen war, konzentrierte er sich auf Kampagnen gegen missliebige Autoren. Seine Kritik von Wu Hans Theaterstück Hai Rui wird seines Amtes enthoben, die Jiang Qing in Auftrag gegeben hatte, erschien am 10. November 1965 und leitete die Kulturrevolution ein.
1969 wurde Yao in das IX. Zentralkomitee der Kommunistischen Partei Chinas gewählt, wo er sich vor allem der Propaganda widmete. Am 1. Juni 1975 empfing er Ernst Aust, den Vorsitzenden der KPD/ML.
Nach dem Sturz der Viererbande 1976 wurde er verhaftet und 1981 zu 20 Jahren Haft verurteilt. 1996 wurde Yao Wenyuan aus der Haft entlassen. Seitdem lebte er in seiner Heimatstadt Shanghai und forschte zum Thema chinesische Geschichte. Nach dem Tode Zhang Chunqiaos im April 2005 war Yao der letzte Überlebende der Viererbande.
Yao verstarb in Shanghai an den Folgen einer Diabetes-Erkrankung.

## Werke in deutscher Übersetzung
- Die große sozialistische Kulturrevolution in China. Verlag für fremdsprachige Literatur, Beijing 1966.
- Kommentar zu den zwei Büchern von Tao Dschu [Píng Táo Zhù de liǎng běn shū 《评陶铸的两本书》]. Verlag für fremdsprachige Literatur, Beijing 1968.
- Die Arbeiterklasse muß bei allem die Führung innehaben [Gōngrénjiējí bìxū lǐngdǎo yīqiè 《工人阶级必须领导一切》]. Verlag für fremdsprachige Literatur, Peking 1968. Original in Rénmín rìbào 《人民日报》, 26. August 1968.[1]
- Über die soziale Basis der parteifeindlichen Lin-Biao-Clique. [Lùn Lín Biāo fǎndǎng jítuán de shèhuì jīchǔ《论林彪反党集团的社会基础》] Verlag für fremdsprachige Literatur, Beijing 1975. Original in Hóngqí 《红旗》, 1. März 1975.